# 時空ハンターYUKI
『時空ハンターYUKI』（じくうハンターゆき）は、あさのあつこによる日本の児童文学作品。イラストは入江あきが担当。カラフル文庫（ジャイブ）から刊行されている。
2010年4月に『光と闇の旅人』と改題され、ポプラ文庫ピュアフルから刊行された。

## ストーリー
主人公・魔布結祈が、禍々しいオーロラを見たことをきっかけに闇の住人「闇の蔵人」を祓う力を持った「星の娘」として戦う話。

## 登場人物
魔布結祈
主人公。
魔布香楽
結祈の双子の弟。
カナエ
結祈の曾祖母。
おゆき
星の娘。わけあって猫の姿をしている。
上岡七美

登紀子

蜘蛛御前

闇の蔵人

黒崎刑事

魔布真理恵

## 用語
星の娘

水鏡

東湖市

## 書誌情報
- 『時空ハンターYUKI』 ジャイブ〈カラフル文庫〉 イラスト：入江あき
  1. 2005年1月発行 ISBN 978-4-86176-066-2
  2. 2005年9月発行 ISBN 978-4-86176-213-0
- 『光と闇の旅人』 ポプラ社〈ポプラ文庫ピュアフル〉 イラスト：ワカマツカオリ
  1. 『暗き夢に閉ざされた街』 2010年4月発行 ISBN 978-4-591-11829-0
  2. 『時空の彼方へ』 2010年11月発行 ISBN 978-4-591-12134-4